# Actinídeo

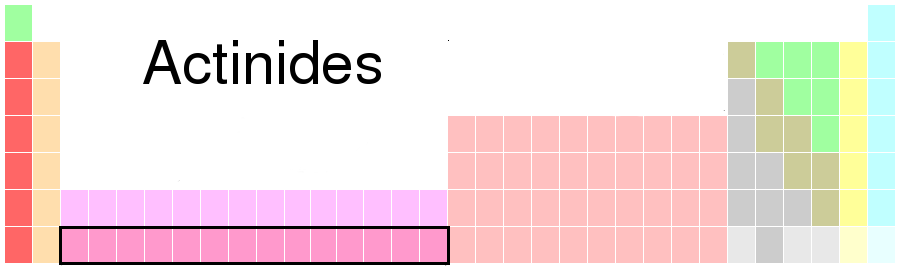
Actinídeos.

Os actinídeos ou actinoides (nomenclatura IUPAC) são um grupo de elementos que formam parte do período 7 da tabela periódica. Estes elementos, junto com os lantanídeos, são chamados de metais de transição interna. O nome é proveniente do elemento químico actínio, que incluído neste grupo, constituem um total de 15 elementos, desde o número atômico 89 (actínio) até o 103 (laurêncio).
Estes elementos apresentam características semelhantes entre si. Os de maior número atômico não são encontrados na natureza e apresentam tempos de meia-vida curtos; todos os seus isótopos são radioativos.
Na tabela periódica, estes elementos estão situados abaixo dos demais, junto com os lantanídeos, formando uma tabela mais compacta. Esta convenção é usada apenas por razões práticas e estéticas. Algumas tabelas situam estes elementos entre os blocos s e d, originando uma tabela mais longa (ver acima) também chamada de tabela periódica estendida.